# Јерменска четврт
Јерменска четврт (арап. حارة الأرمن, Harat al-Arman; хебр. הרובע הארמני, Ha-Rova ha-Armeni; јерм. Հայոց թաղ, Hayots t'agh) је један од четири четврти опасаног Старог града Јерусалима. Налази се у југозападном углу Старог града, може се приступити кроз капију Сион  и Јафу. Заузима површину од 0,126 km² (126 дулума), што је 14% Старог града. Године 2007. у четврти је живело 2.424 становника (6,55% од читабог Старог града). По оба критеријума је упоредива са јеврејском четврти. Јерменска четврт је од хришћанске одвојена улицом Давид (Suq el-Bazaa), а од јеврејске четврти улицом Хабад (Suq el-Husur). Јерменско присуство у Јерусалиму датира из 4. века нове ере, када је Јерменија прихватила хришћанство као националну религију, а јерменски монаси су се населили у Јерусалиму. Стога се сматра најстаријом тренутном заједницом јерменске дијаспоре, ван јерменске домовине. Постепено, кварт се развијао око манастира Светог Јакова — који доминира четврти. У манастиру се налази Јерусалимска патријаршија јерменске апостолске цркве, која је основана као епархија у 7. веку нове ере. Патријаршија је дефакто администратор четврти и делује као „мини држава благостања“ за око 2.000 јерменских становника.
Иако су институционално одвојени од грчких православних и католичких хришћана, Јермени сматрају да је њихова четврт део хришћанске четврти. Три јерусалимске хришћанске патријаршије и влада Јерменије јавно су изразиле своје противљење било каквој политичкој подели две четврти. Централни разлог због којег се ова четврт сматра одвојеном од остатка хришћанске четврти има везе са посебним језиком и културом Јермена, који, за разлику од већине хришћана у Јерусалиму, не говоре арапски нити су Палестинци.